# アーメド・ヤヤウィ
アーメド・ヤヤウィ（Ahmed Yahiaoui 、1987年1月12日 - ）は、フランス・マルセイユ出身のサッカー選手。ポジションはミッドフィルダー。アルジェリアにルーツを持つ。

## 経歴
オリンピック・マルセイユの下部組織でサミル・ナスリと共にプレーする。チェルシーFCがマチュー・フラミニと同じように無償での獲得を試みるも2004年の夏にマルセイユとプロ契約していた事から実現せず。
2006年に出番を求めてFCイストルに移籍し、翌年はUEFAカップに出場できる事もありFCシオンに移籍するもシーズン前の怪我でチームの構想外になり1月には契約解除。
2007-2008シーズンはエバートンFC、ASサンテティエンヌでトライアウトを受けるも合格せず中々所属チームが決まらず、12月に3部のASカンヌに加入。

## タイトル
| シーズン | チーム           | タイトル            |
| -------- | ---------------- | ------------------- |
| 2004     | U-17フランス代表 | UEFA U-17欧州選手権 |

## 所属クラブ
- オリンピック・マルセイユ 2004-2006
- FCイストル 2005-2006
- FCシオン 2006-2007
- ASカンヌ 2007-2008
- GSコンソラ 2011-2012
- CSスダン・アルデンヌ 2012-2013
- MCオラン 2013
- MCアルジェ 2014
- FCマルティーグ 2014-2015